# Lígia Carvalho
Lígia Maria de Abreu Carvalho (São Paulo, 1957 –1993) foi uma enxadrista tetracampeã brasileira de xadrez. Irmã de Herbert Carvalho.

## Biografia
A paulista Lígia era filha de Adriano Salles Toledo Carvalho e de Maria Noêmia Abreu Carvalho, e irmã do enxadrista, jornalista e escritor Herbert Abreu de Carvalho, diretor da Liga de Xadrez e vice-campeão brasileiro de xadrez em 1980.
Foi campeã brasileira de xadrez em quatro vezes consecutivas: venceu o Campeonato Brasileiro Feminino pela primeira vez em Brasília, no ano de 1978, aos 21 anos de idade; repetiu o feito no ano seguinte, na competição realizada em Mogi Guaçu; e venceu novamente em 1980 e em 1981, anos em que a prova máxima do xadrez feminino brasileiro foi disputada em Laguna. Nas edições de 1978 e de 1981, Lígia terminou empatada em pontos com a também paulista Jussara Chaves, a quem superou em ambas as ocasiões em matchs-desempate. 
Representou o Brasil na Olimpíada de Xadrez de Malta, em 1980. Foi uma forte jogadora também em torneios mistos, igualando e superando mestres do sexo masculino.  
Lígia era graduada em Letras pela Universidade de São Paulo.